# Барконес
Барконес (ісп. Barcones) — муніципалітет в Іспанії, у складі автономної спільноти Кастилія-і-Леон, у провінції Сорія. Населення — 30 осіб (2010).
Муніципалітет розташований на відстані близько 120 км на північний схід від Мадрида, 60 км на південний захід від Сорії.

## Демографія
Динаміка населення (INE ):

## Галерея зображень

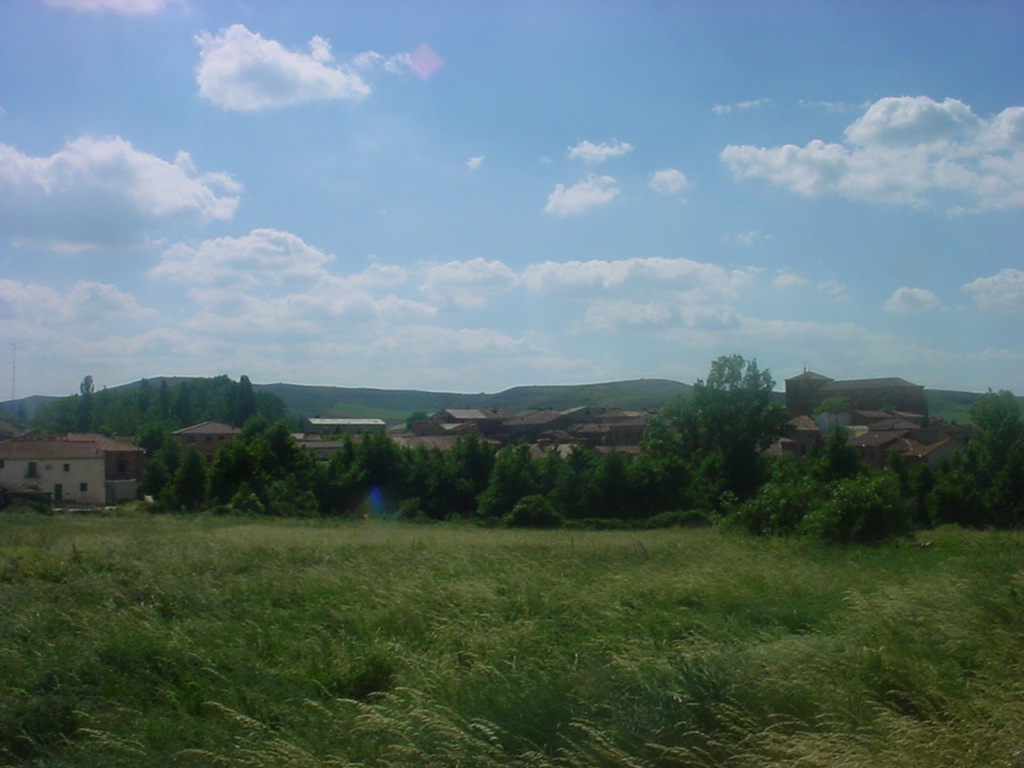
Панорама